# Saison 3 de Balthazar
 (décembre 2020).
Chronologie
Saison 2 Saison 4
Cet article présente les épisodes de la troisième saison de la série télévisée française Balthazar diffusée du 12 novembre 2020 au 17 décembre 2020 sur TF1.

## Distribution
- Tomer Sisley : Médecin légiste Raphaël Balthazar
- Hélène de Fougerolles : Hélène Bach
- Yannig Samot : Jérôme Delgado
- Philypa Phoenix : Fatim la noire
- Côme Levin : Eddy le roux
- Pauline Cheviller : Lise
- Leslie Medina : Maya Dalva, la cοηηαsse
- Aliocha Itovich : Antoine Bach

## Épisodes

### Épisode 1:Paradis perdu
- Belgique : 10 novembre 2020 sur La Une
- France : 12 novembre 2020 sur TF1

- Belgique : 413 771 téléspectateurs[1] (première diffusion)
- France : 7,37 millions de téléspectateurs (30 % en PDA)[2]

- Yann Trégouët : Renan Arzel
- Géraldine Martineau : Gwen Arzel
- Julie Ravix : Françoise Le Cam
- Laura Boujenah : Bérénice
- Eric da Costa : Gendarme

### Épisode 2:Vendredi treize
- Belgique : 10 novembre 2020 sur La Une
- France : 12 novembre 2020 sur TF1

- Belgique : 413 771 téléspectateurs[1] (première diffusion)
- France : 5,91 millions de téléspectateurs (29 % en PDA)[2]

- Leslie Medina : Maya
- Sigrid Bouaziz : Sophie Marsac
- Aïssam Medhem : Nabil Alami
- Marie Matheron : Elisabeth Marsac
- Ingrid Graziani : Juliette Marsac
- Alika Del Sol : Zohra Alami

### Épisode 3:Dos au mur
- Belgique : 17 novembre 2020 sur La Une
- France : 19 novembre 2020 sur TF1

- Belgique : 374 490 téléspectateurs[1](première diffusion)
- France : 6,69 millions de téléspectateurs (27,7 % en PDA)[4]

- Leslie Medina : Maya
- Anne Bouvier : Commandant Randal
- Eric Herson-Macarel : Agent Brion
- Léo Allard : Samuel Lebas
- Chadia Amajod : Leïla Boukobva
- Nicolas Jouhet : Dr Larcher
- Alicia Schaldenbrad : Emma
- Fabrice Tavars : Militaire
- Daphné Hacquard : Femme rousse
- Loïc Billiau : Homme barbu
- François Feroleto : Janvier

### Épisode 4:Contre tous
- Belgique : 17 novembre 2020 sur La Une
- France : 19 novembre 2020 sur TF1

- Belgique : 374 490 téléspectateurs[1](première diffusion)
- France : 5,13 millions de téléspectateurs (29 % en PDA)[4]

- François Feroleto : Janvier
- Ariane Brousse : Anna Bredmiller
- Laurent Fernandez : Anthony Danzati
- Rani Bheemuck : Cindy Lopez
- Thom Lefevre : Martin Lopez
- Cyrielle Voguet : Flore Lebrun
- Charlie Nelson : Gilbert Lebrun
- Christiane Ludot : Monique Lebrun
- Marie Bouvet : Mélanie Flavot
- Sarah Layssac : Yasmina Ayouch
- Amélie Remacle : Céline Mauduis

### Épisode 5:Un autre monde
- Belgique : 24 novembre 2020 sur La Une
- France : 26 novembre 2020 sur TF1

- France : 6,55 millions de téléspectateurs (27 % en PDA)[5]

- François Feroleto : Janvier
- Alessandro Lanciano : Eliott Balthazar
- Antonio Lanciano : Théo Balthazar
- Léontine D'Oncieu : Bérénice
- Anne-Pascale Clairembourg : Clothilde Malerba
- Alex Skarbek : Julien Malerba
- Jérôme Thevenet : Regis Duboit
- Cyrielle Debreuil : Marion Girard
- Joaquim Tivoukou : Sylvain Diop
- Clarisse Lhoni Botte : Lyna Diop
- Behi Djanati Atai : Jacynthe
- Ayann Fuentes Uno : le médecin

### Épisode 6:L'enfant
- Belgique : 24 novembre 2020 sur La Une
- France : 3 décembre 2020 sur TF1

- France : 6,44 millions de téléspectateurs (26,7 % en PDA)[6]

- François Feroleto : Janvier
- Lucas Ponton : Damien Moutier
- Karine Relevant : Catherine Moutier
- Samira Lachhab : Nadia El Mesri
- Mounir Margoum : Karim El Mesri
- Cédric Weber : Bruno Bouchard
- Hyam Zaytoun : Karima Bouchard
- Warren Boodhun : Ilyes El Mesri

### Épisode 7:À la folie
- Belgique : 1er décembre 2020 sur La Une
- France : 10 décembre 2020 sur TF1

- France :  6,644 millions de téléspectateurs (27 % en PDA)[7]

- Céline Carrere : Jennifer Mortier
- Omar Meftah : Yassine Osmani
- Thierry Lopez : le clown, Nicolas Bruguère
- Marcel Gonzalez : Arnaud Mortier
- François Feroleto : Janvier
- Cassandre Vittu de Kerraoul : Sara Osmani

### Épisode 8:Noces rouges
- Belgique : 1er décembre 2020 sur La Une
- France : 17 décembre 2020 sur TF1

- France :  7,068 millions de téléspectateurs (29,4 % en PDA)[8]

- Leslie Medina : Maya
- François Feroleto : Janvier
- Jérémy Charvet : Infirmier